# Ramzes I.
Ramzes I. (egipatski: Pa-ra-mes-su) bio je egipatski faraon, nasljednik Horemheba; vladao od 1292. pr. Kr. do 1290. pr. Kr. Utemeljitelj XIX. egipatske dinastije, tzv. dinastije ramesida; najmoćnije egipatske dinastije u kojoj se ističe vladavina njegova sina Setija I. i unuka Ramzesa II.
Haremheb, posljednji vladar 18. dinastije, i sam izvan direktne faraonske loze, nije imao potomaka. Zbog toga je za svog nasljednika odabrao upravo Ramzesa. Pored toga što se dokazao kao dobar upravitelj (vezir), vrhovni svećenik i obnovitelj stare vjere (nakon heretičkog monoteizma Ehnatona), Ramzes je već imao sina (Setija I.) i unuka (Ramzesa II.) koji su ga mogli naslijediti i time izbjeći razmirice oko prijestolja. 
Ramzes je kratko vladao što se vidi po veličini njegove grobnice; naime nije bilo vremena da se za njega izgradi kompletnije počivalište. Poznat je samo iz zahtjeva za sredstva potrebna za uređenje obnovljenog Nubijskog hrama u Abidosu. Kapelu i hram završio je njegov sin Seti I.
Ostarjeli faraon sahranjen je u Dolini Kraljeva, a njegovu malenu grobnicu (završenu na brzinu) otkrio je Giovanni Belzoni 1817. god. (danas nalazište KV16).
Njegovu mumiju je najvjerojatnije ukrala obitelj Abu-Rassula koja ga je 1860. g. prodala Dr. Jamesu Douglasu koji je nadalje odnio u Sjevernu Ameriku. Nalazila se u Niagara muzeju i Daredevil Hall of Fame u Ontariju u Kanadi. Nakon više od 130 godina prodana je Michael C. Carlos muzeju u Emory Sveučilištu u Atlanti (Georgia, SAD). Iz CT skeniranja, rendgenskim zračenjem i datiranjem putem ugljica C12, kao i obiteljskom sličnošću crta lica s drugim faraonima, potvrđen je njegov identitet. Njegova mumija vraćena je u Egipat 24. listopada 2003. g. s osobitom medijskom pozornošću i svim počastima egipatskog vladara. 

## Vanjske poveznice
- U.S. Muzej posvećen povratku mumije Ramzesa I. u Egipat.
- Ramzes I.: Potraga za izgubljenim faraonom.  Arhivirana inačica izvorne stranice od 28. veljače 2011. (Wayback Machine)